# Черторыйка (приток Стрижня)
Черторыйка (укр. Чорторийка) — правый приток Стрижня, протекающий по территории Черниговского горсовета Черниговской области Украины. Также именуется как Черторыйский яр, Ровчак.

## География
Длина — 2,7 км. Река используется как водоприёмник коммунально-бытовых и промышленных сточных вод.
Русло на протяжении всей длины выпрямлено в канал (канализировано). Долина в среднем течении глубокая (пересечение проспектом Мира), сильно подвержена антропогенному влиянию: занята участками индивидуальной застройки.
Берёт начало поблизости к улице Вячеслава Радченко (Новозаводской район). Река течёт на северо-восток (вдоль улиц Вячеслава Радченко, Ревуцкого и Декабристов), затем при выпадении левого притока у перекрёстка улиц Декабристов и Михаила Могилянского делает поворот и течёт на восток (Проспект Мира пересекает в коллекторе, выходит вновь на поверхность и далее в коллектор под гаражным кооперативом, выходит наружу вдоль улицы Гончая). Впадает в Стрижень северо-восточнее пересечения улиц Гончая и Игоря Алексеева (Деснянский район).
На реке были расположены сёла Красный Хутор и Швейцаровка, вошедшие в состав Чернигова.